# سیارک ۱۴۳۲۷
سیارک ۱۴۳۲۷ (به انگلیسی: 14327 Lemke، نامگذاری:1980FE2) چهارده هزار و سیصد و بیست و هفتمین سیارک کشف شده‌است که در ۱۶ مارس ۱۹۸۰ کشف شد.
قدر مطلق سیارک برابر ۳۸.۹ است.